# Clubiona convoluta
Clubiona convoluta es una especie de araña araneomorfa del género Clubiona, familia Clubionidae. Fue descrita científicamente por Forster en 1979.
Habita en Nueva Zelanda.